# Oleg Karawajczuk
Oleg Nikołajewicz Karawajczuk (ros. Оле́г Никола́евич Каравайчу́к; ur. 28 grudnia 1927 w Kijowie, zm. 13 czerwca 2016 w Petersburgu) – radziecki i rosyjski kompozytor i pianista.
Pochowany na Cmentarzu Komarowskim w Petersburgu.

## Wybrana muzyka filmowa
- 1953: Mały przewodnik
- 1967: Krótkie spotkania
- 1979: Pierwsze zamążpójście
- 1980: Czarna kura

Łącznie ponad 150 filmów dokumentalnych i fabularnych, w tym
- 1953 - Mały przewodnik (Alosza Ptycyn rozwija charakter)
- 1955 - Dwóch kapitanów
- 1956 - Żołnierze
- 1957 - Na wyspie Dalekiej
- 1958 - Pod stukot kół
- 1958 - Miasto rozświetla się
- 1958 - Dzień pierwszy
- 1959 - Życie jest w twoich rękach
- 1959 - Wywrócona dziewicza gleba
- 1960 - Kocham cię, życie!
- 1960 - W stromym wąwozie
- 1962 - Nigdy
- 1962 - Po ślubie
- 1965 - Miasto Mistrzów
- 1965 - Pościg
- 1966 - Awdotja Pawłowna
- 1967 - Życie i wniebowstąpienie Jurasa Bratczyka
- 1967 - Krótkie spotkania
- 1969 - Mama wyszła za mąż
- 1969 - Ludzie ziemi i nieba
- 1969 - Uwaga, tsunami!
- 1970 - Czy umiesz żyć?
- 1970 - Miejski romans
- 1970 - Stoper
- 1971 - Długie pożegnanie
- 1971 - Dramat z życia starożytnego
- 1971 - Czerwony dyplomata. Strony z życia Leonida Krasina
- 1971 - Komitet Dziewiętnastu
- 1972 - Monolog
- 1972 - Gracz
- 1972 - Książę i żebrak
- 1973 - Stara Twierdza
- 1974 - Wezwałeś lekarza?
- 1974 - Ksenia, ukochana żona Fiodora
- 1975 - Cudze listy
- 1976 - ...I inni urzędnicy
- 1977 - Asia
- 1977 - Małżeństwo
- 1977 - Gwarantuję życie
- 1978 - Letni wyjazd nad morze
- 1979 - Start
- 1979 - Pierwsze zamążpójście
- 1980 - Czarna kura, czyli Mieszkańcy Podziemia
- 1982 - Szuroczka
- 1983 - Szczęście Nikifora Bubnowa
- 1985 - Spacer po linie
- 1986 - Fouette
- 1987 - Dzikie łabędzie
- 1988 - Mąż i córka Tamary Aleksandrownej
- 1990 - Prowincjonalna anegdota
- 1990 - Kolejny dramat
- 1991 - Noga
- 1992 - Lunapark
- 1992 - Rzeka Okkervil
- 1994 - Rok Psa
- 1997 - Babcia
- 2001 - Ciemna noc
- 2017 - Ostatni walc